# 哈米德·卡尔扎伊
哈米德·卡尔扎伊，GCMG（普什图语：‎，波斯文：‎；拉丁化：Hāmid Karzai，1957年12月24日—）是阿富汗伊斯蘭共和國第一任總統（2004年12月7日 - 2014年9月29日）。卡尔扎伊出生於坎大哈省坎大哈市的政治世家，其祖父、父亲、叔叔均活跃于阿富汗政壇，其父阿卜杜勒·阿哈德·卡尔扎伊曾经于1960年代担任阿富汗国家议会议长。
卡爾扎伊生於坎大哈，畢業於喀布爾的哈比比亞高中，後來於1983年代在印度獲得碩士學位。他後前往巴基斯坦並參與蘇阿戰爭。2004年12月，卡爾扎伊擔任阿富汗伊斯蘭共和國第一任總統。卡爾扎伊在2009年總統大選中連任，其任期於2014年9月結束。

## 經歷
1976年以交换生身份赴印度喜馬偕爾邦大學学习，1983年获得碩士學位。阿富汗战争期间，卡尔扎伊积极地为穆斯林游击队筹集资金，用以驱逐苏联入侵者。1999年7月，卡尔扎伊的父亲遇刺身亡，卡尔扎伊接替其父成为波帕尔扎伊部落的首领。在美國於2001年12月打敗阿富汗塔利班政權（2001年阿富汗戰爭）後，卡爾扎伊曾先後擔任阿富汗伊斯蘭國临时行政機構議長、臨時政府領袖。2004年10月9日，當選為阿富汗伊斯蘭共和國首任總統。2009年5月，卡尔扎伊正式登记为总统候选人，并且在2009年阿富汗总统选举中战胜阿卜杜拉·阿卜杜拉，成功连任，任期到2014年9月29日结束。
在2021年塔利班攻勢大致结束后，塔利班的高层在8月18日于喀布尔与卡爾扎伊会见。

## 外部連結
- 卡爾扎伊：肩負重任的領袖（页面存档备份，存于）
- 《大英百科全书》中的条目：Hamid Karzai（英文）